# Fredreum
Towarzystwo Dramatyczne Fredreum – najstarszy polski teatr amatorski założony w Przemyślu w 1869. Jest najprawdopodobniej również najstarszym teatrem amatorskim w Europie. Patronem jest od 1912  polski komediopisarz Aleksander Fredro, który pochodził z Ziemi Przemyskiej.

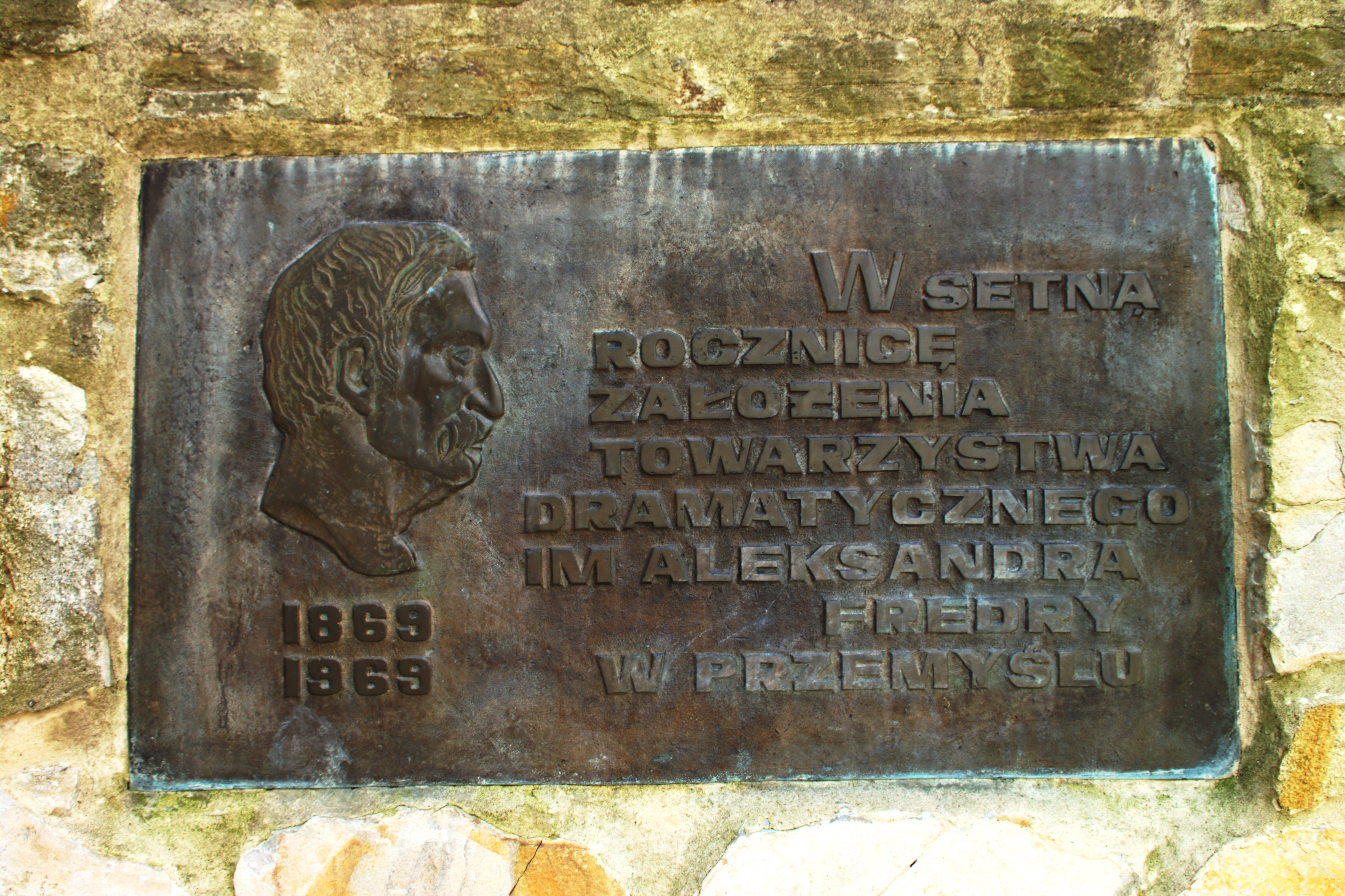
Tablica pamiątkowa w Przemyślu

## Historia
Przez pierwszych kilkanaście lat swojego działania grupa borykała się z problemami lokalowymi. Często zmieniała swoją siedzibę, często też przedstawienia wystawiane były w prywatnych domach aktorów-amatorów. W 1885 władze lokalne zgodziły się, aby zabytkowy Zamek Kazimierzowski w Przemyślu został wyremontowany i jego znaczna część została przeistoczona w salę teatralną. Teatr działał nieprzerwanie nawet podczas pierwszej wojny światowej.
II wojna światowa na kilka lat przerwała pracę teatru. Działalność reaktywowano w 1944. W 1947 Teatr otrzymał tytuł „Stałego Niezawodowego Teatru”, nadany przez ówczesne Ministerstwo Kultury i Sztuki. Po wojnie Teatr ponownie wrócił do dawnej siedziby – Zamku Kazimierzowskiego – dopiero w 1950. W latach 70. XX w. państwo podjęło trwającą ponad 20 lat odbudowę i renowację Zamku. Teatr został wówczas stamtąd wyeksmitowany, wracając do swojej odrestaurowanej już siedziby dopiero w 1992.

## Współcześnie
Obecnie Teatr Fredreum nadal działa. Cykliczną imprezą (16 edycja odbyła się w 2013) organizowaną przez Towarzystwo jest "Przemyska Wiosna Fredrowska”. Teatr wystawia komedie A. Fredry, sztuki Marka Rębacza („Atrakcyjny Pozna Panią…”), Rafała Paśko („Gaśnie?”), Grzegorza Krawca („Więzienie”). W repertuarze grupy znajdują się również bajki – zarówno polskich pisarzy, jak i klasyków – np. „Królowa śniegu” Andersena.

## Znane postacie związane z Fredreum
- Kazimierz Brzeziński (1866–1924) – prawnik, działacz społeczny, w Towarzystwie Fredreum jego przewodniczący w latach 1910–1919, także tamtejszy aktor;
- Feliks Gross-Korczyński (1896–1978) – oficer WP, sportowiec, w latach 20. działał społecznie we Fredreum, jako wiceprezes Towarzystwa, reżyser i aktor;
- Leopold Hauser (1844–1908) – prawnik, sędzia, działacz społeczny, zaangażowany we Fredreum jako aktor a także autor sztuk;
- Stefan Hnydziński (1901–1939) – polski aktor filmowy i teatralny, debiutował na deskach Fredreum;
- Józef Kondrat (1902–1974) – polski aktor filmowy i teatralny, debiutował na deskach Fredreum;
- Barbara Kostrzewska (1915–1986) – polska śpiewaczka, reżyser, pedagog, początki jej kariery wiązały się z Fredreum;
- Władysław Królikiewicz (1898–1976) – scenograf, malarz, aktor, piosenkarz, w roku 1931 dla Frederum wykonał pierwszą swoją scenografię, był też przez 5 lat (1931–1935) członkiem zarządu Towarzystwa Fredreum;
- Hanna Małkowska (1903–1986) – aktor, reżyser, pedagog, w latach 1944–1945 zaangażowana w reaktywowanie po wojnie działalności Towarzystwa;
- Kazimierz Opaliński (1890–1979) – polski aktor, reżyser, debiutował na deskach Fredreum w 1912 r. ze sztukami Fredry związany do końca życia;
- Antoni Talar (1874–1923) – z zawodu nauczyciel polonista, działacz Fredreum, jako jeniec wojenny w czasie pierwszej wojny założyciel polskiego teatru w Kazachstanie;
- Leonard Tarnawski (1845–1930) – adwokat, działacz patriotyczny, polityk, współuczestniczył w założeniu Towarzystwa Dramatycznego Fredreum, będąc w latach 1882–1889 jego prezesem;
- Stanisław Umański (1886–1941) – z zawodu filolog klasyczny, aktor Fredreum, jako jeniec w czasie pierwszej wojny organizator polskich grup teatralnych na Syberii.